# 아소 지진
아소 지진(일본어: 阿蘇地震)은 일본의 구마모토현 아소 지방 (阿蘇地方)에서 발생하는 지진이다.

## 1705년 지진
1705년 5월 24일, 아소 부근에서 지진이 있었다. 오카성이 피해를 받았다.

## 1894년 지진
1894년 8월 8일, 구마모토현 중부에서 지진이 발생했다. 지진 규모는 M6.3. 산사태등 가 일어났다.

## 1895년 지진
1895년 8월 27일, 아소산 부근에서 지진이 발생했다. 지진 규모는 M6.3. 아소군에서 피해가 있었다.

## 1975년 지진
1975년 1월 23일, 아소 지방에서 지진이 발생했다. 지진 규모는 M6.1. 이 지진으로 10명이 부상했다.
| 피해     | 피해 |
| -------- | ---- |
| 부상자   | 10명 |
| 가옥전괴 | 16건 |

## 2016년 지진
2016년 구마모토 지진에서는, 아소 지방에서도 여진이 많이 발생했다. 아소 지방에서 발생한 M5.0 이상의 여진은 다음과 같다.
| 발생 일시       | 발생 일시 | 규모 | 최대 진도 |
| --------------- | --------- | ---- | --------- |
| 2016년 4월 16일 | 3시 3분   | M5.9 | 5강       |
| 2016년 4월 16일 | 3시 55분  | M5.8 | 6강       |
| 2016년 4월 18일 | 20시 41분 | M5.8 | 5강       |